# Pferdsfeld (Ebensfeld)
Pferdsfeld ist ein Gemeindeteil des oberfränkischen Marktes Ebensfeld im Landkreis Lichtenfels.

## Geographie
Das Kirchdorf liegt östlich vom Main, rund drei Kilometer nordöstlich von Ebensfeld entfernt, in einer Mulde am Fuß des Ansbergs. Pferdsfeld wird vom Haselbach, einem linken Zufluss des Mains, durchflossen. Östlich führt die Autobahn 73 vorbei.

## Geschichte
Pferdsfeld wurde erstmals 802 erwähnt, als die Brüder Gerhart und Ippin dem Kloster Fulda für ihr Seelenheil Besitz in „uillis“, darunter in „Hengesfelde“, stifteten. Der Ortsnamen könnte von der althochdeutschen Bezeichnung hengist (Wallach) herrühren. Als Namensgeber kommt auch ein gleichlautender Personenname in Betracht.
Im Jahr 1801 gab es in Pferdsfeld ein Gemeindehaus mit einer Schmiede, ein Hirtenhaus und einschließlich eines Wirtshauses 22 häusliche Lehen, davon drei des Bamberger Fürstbischofs. Die Dorfherrschaft besaß das Lichtenfelser Amt des Bamberger Fürstbischofs.
1862 wurde Pferdsfeld in das neu geschaffene bayerische Bezirksamt Staffelstein eingegliedert. Das Dorf gehörte ab 1865 zur Landgemeinde Unterneuses im Landgericht Staffelstein.
1871 hatte Pferdsfeld 148 Einwohner, die alle katholisch waren, und 75 Gebäude. Die katholische Schule befand sich im zwei Kilometer entfernten Horsdorf und die Kirche war im drei Kilometer entfernten Ebensfeld.
1900 zählte die 563,26 Hektar große Landgemeinde Unterneuses 280 Einwohner, Pferdsfeld 145 Einwohner und 25 Wohngebäude sowie 1925 120 Personen, von denen alle katholisch waren, in 23 Wohngebäuden. Die Schule war im 1,1 Kilometer entfernten Unterneuses. 1950 hatte Pferdsfeld 175 Einwohner und 25 Wohngebäude. Die zuständige evangelische Pfarrei war in Staffelstein. Im Jahr 1970 zählte das Kirchdorf 127, 1987 insgesamt 124 Einwohner sowie 30 Wohnhäuser mit 34 Wohnungen.
Zum 30. Juni 1972 wurde der Landkreis Staffelstein aufgelöst. Pferdsfeld wurde in den Landkreis Lichtenfels eingegliedert und Ebensfeld als Gemeindeteil zugeschlagen.

## Sehenswürdigkeiten
Die katholische Kapelle Herz-Jesu wurde 1957/58 errichtet und am 22. Mai 1958 durch den Weihbischof in Bamberg Artur Michael Landgraf geweiht. Hans Geßner, Direktor am Landbauamt Bamberg, erstellte die Planung.
Das ehemalige Gemeindehaus ist ein zweigeschossiges Fachwerkhaus mit einem Walmdach und stammt aus dem frühen 18. Jahrhundert. Die Gefache wurden im Erdgeschoss im 19. Jahrhundert größtenteils ausgewechselt. Der sechsseitige, verschieferte Dachreiter hat rundbogige Schallöffnungen und eine Zwiebelhaube. In dem Gebäude, das die Dorfschmiede beherbergte, sind die Feuerwehr und der Dorfbackofen sowie ein Dorfgemeinschaftsraum im Obergeschoss untergebracht. Eine kleine Brauerei mit einem angeschlossenen Gasthof befindet sich seit dem 19. Jahrhundert in Pferdsfeld.
In der Bayerischen Denkmalliste sind für Pferdsfeld elf Baudenkmäler aufgeführt.